# أندراس الثاني

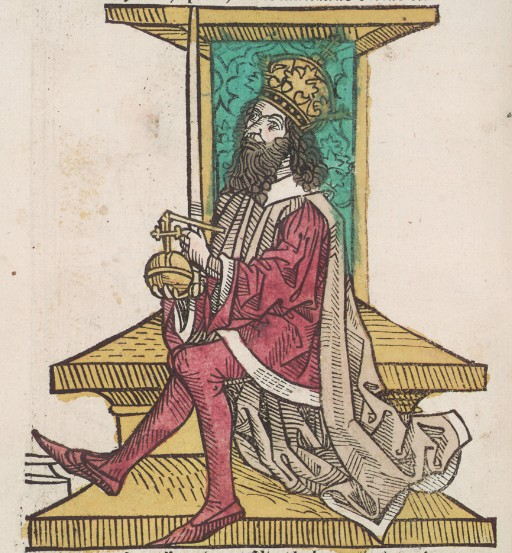
أندرو الثاني

أندراس الثاني (بالمجرية: II. András magyar király)‏ (1175 – 1235) ملك المجر وابن بيلا الثالث. قام في عهده بمنح العديد من الأقطاع للنبلاء الذين تحكموا بالبلاد، وأجبروه على توقيع المرسوم الذهبي الذي تنازل فيه عن أغلب صلاحياته. كان أحد قادة الحملة الصليبية الخامسة.

## المُلك

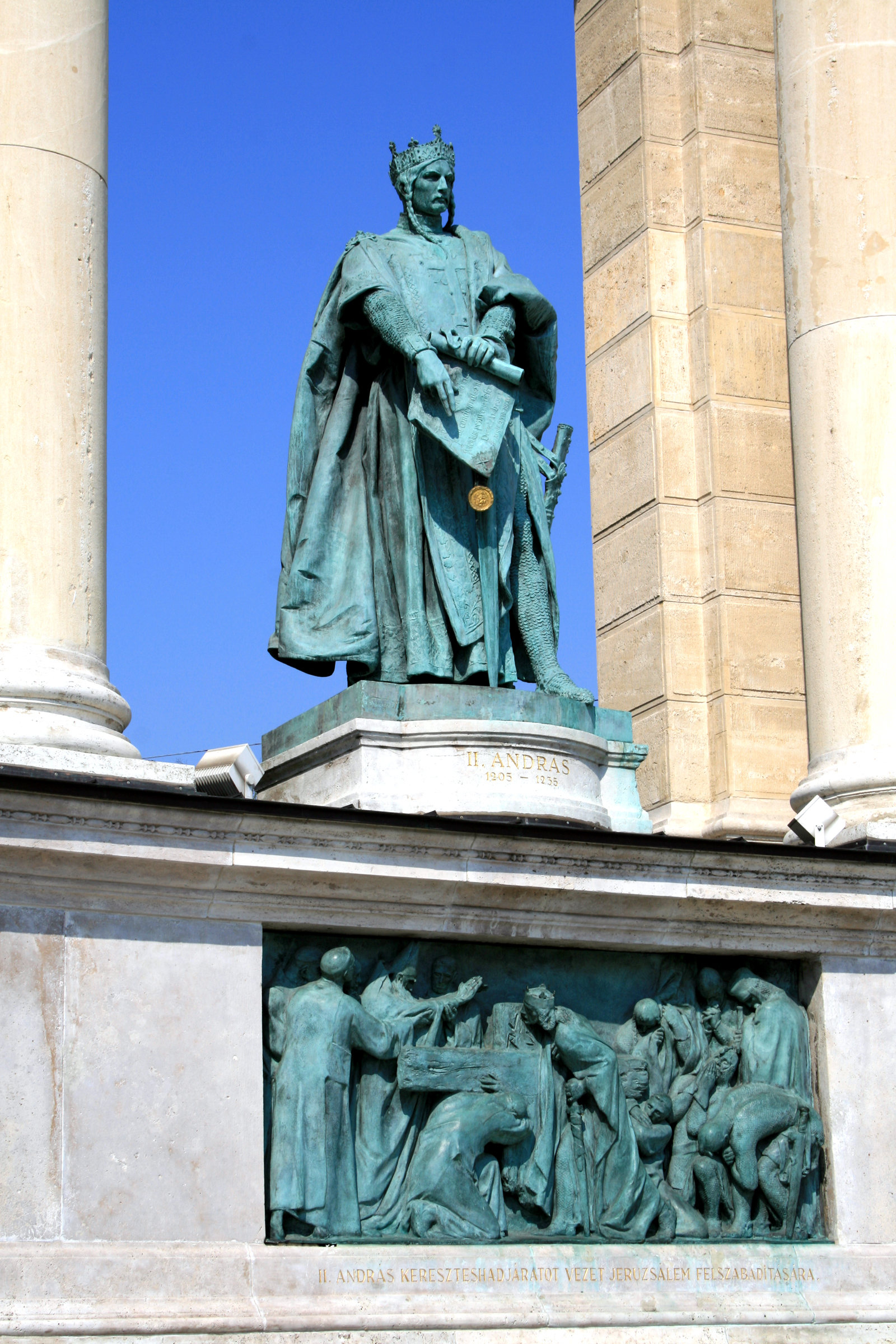
تمثال أندرو الثاني في ساحة الأبطال في بودابست

خلف أندراس ابن أخيه الرضيع لاديسلاوس الثالث في عام 1205. ولم يلحق أي ملك مجري آخر مثل ما ألحقه أندراس بضرر بالبلاد، وكان باسلا وجريئا وتقيا لكن هذه الميزات غطت عليها بسبب سلامة نيته وطيشه وعدم تفكيره في المستقبل، وكان قد أعلن في إحدى قراراته أن كرم الملك لا حدود له، وهكذا تصرف طوال عهده. وقام بمنح كل شيء كالأموال والقرى والأملاك ومقاطعات بأكملها، ما أفرغ الخزينة.
وبهذا فقد أصبح التاج لأول مرة في تاريخ المجر معتمدا على الإقطاعيات والتي (كما كان الأمر في غيرها من دول أوروبا) أخذت كل ما يمكنها أخذه بينما لم تعط إلا القليل. وفي أمور الحكومة كان بنفس القدر من الطيش، وهو مسؤول بشكل مباشر عن بدء الفوضى الإقطاعية التي تسببت بانتهاء المملكة تحت حكم أسرة أرباد في نهايات القرن الثالث عشر. هذه الإقطاعيات لم تحترم حتى شخصيات الأسر الحاكمة، فقد استدعى الملك بعد محاولة يائسة لاحتلال غاليسيا (والتي كانت خارج مجال نفوذ المجر) حيث قتلت زوجته الأولى غيرترود الميرانية (يوم 24 سبتمبر 1213) من قبل النبلاء المتمردين الذين غاروا من تأثير أقاربها، وفي عام 1215 تزوج يولانث الفرنسية.

## الحملة الصليبية

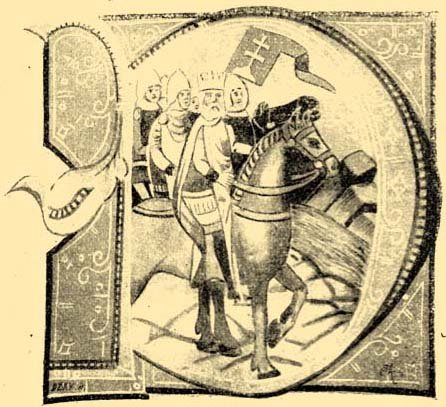
الملك أندراس في الأراضي المقدسة

في عام 1217 أجبر أندراس من قبل البابا على قيادة حملة صليبية للأراضي المقدسة والتي قام بها على أمل أن ينتخب إمبراطورا لاتينيا للقسطنطينية، ولكن الحملة لم تلقى حماسا بين أهل المجر، لكنه تمكن من جمع 15,000 رجل وقادهم إلى البندقية بدون مساومات كثيرة وتخلى عن جميع آماله بالمطالبة بمدينة زادار، ذهب ثلثاهم إلى عكا، لكن الحملة كلها كان ميؤوسا منها، فمملكة القدس المسيحية لم تكن في ذلك الوقت أكثر من شريط ساحلي مساحته 1140 كم مربع، وبعد أن خاض معركة في الأردن مع الأتراك في نوفمبر، وتنفيذه لهجوم عقيم على حصون لبنان وجبل الطور بدأ رحلة العودة لوطنه في 18 يناير 1218 عبر إنطاكية وقونية والقسطنطينية ثم وصل إلى بلغاريا.

## عودته ووفاته
عندما عاد لمملكته وجد البارونات الإقطاعيين هم المسيطرين وأجبروه على إصدار المرسوم الذهبي، وكان أخر حروبه عندما صد غزوا قام به فريدريك النمساوي عام 1234، وفي نفس السنة تزوج زوجته الثالثة بياتريس دي إستي، وبالإضافة إلى أبنائه الثلاثة بيلا وكولومان وأندراس، أنجب ابنة تدعى يولانث والتي تزوجت ملك أراغون وكان أيضا والد إليزابيث المجرية.
لا توجد دراسة خاصة كتبت عن كامل عهده، ولكن هناك وصف جيد لحملة أندراس الصليبية بقلم راينولد روريخت وصدر عام 1898، وأفضل سجل عن عهد أندراس كتبه لاسلو سالاي في كتاب تاريخ المجر.